# Estación San Víctor
San Víctor fue una estación de ferrocarril ubicada en la localidad del San Víctor del departamento Feliciano en la provincia de Entre Ríos, República Argentina. 
Se encuentra precedida por la Estación Montiel y le sigue Estación Palo a Pique. El ramal fue abandonado en 1969.